# Рахнасто, Олли
Олли Рахнасто (фин. Olli Rahnasto; р. 28 декабря 1965, Сейняйоки) — финский теннисист. Член сборной Финляндии в Кубке Дэвиса, победитель двух турниров АТР в парном разряде.

## Спортивная карьера
Олли Рахнасто дебютировал в открытом теннисном турнире в возрасте 17 лет, когда в 1982 году в Стокгольме победил в первых двух кругах Стива Дентона и Стэна Смита. В том же году он провёл свою первую игру за сборную Финляндии в Кубке Дэвиса. В следующем году он дошёл до финала Уимблдонского турнира среди юношей, а в 1984 году представлял Финляндию на показательном олимпийском турнире в Лос-Анджелесе.
В дальнейшем одиночная карьера Рахнасто складывалась не столь ярко, он выступал в основном в турнирах уровня ATP Challenger, в которых завоевал три титула и один раз проиграл в финале. В турнирах Большого шлема он одержал только одну победу. Две из побед в «челленджерах» и поражение в финале пришлись на осень 1988 года, после чего Рахнасто поднялся на рекордную для себя 88-ю позицию в рейтинге.
В парном разряде, помимо четырёх «челленджеров», Рахнасто выиграл два турнира более высокого разряда — турнир тура Гран-при в Кливленде, а позже турнир АТР-тура в Сан-Марино, — и ещё дважды играл на этом уровне в финалах. На его счету также выход в полуфинал престижного турнира в Барселоне, где в 1992 году они с Франсиско Монтаной победили две пары из числа лучших в мире. Шесть раз Рахнасто проигрывал в финалах «челленджеров». После победы в Кливленде летом 1985 года и трёх подряд финалов «челленджеров» весной 1986 года (одна победа) он достиг в рейтинге игроков в парном разряде 79-го места, ставшего лучшим в его парной карьере.
Рахнасто провёл в финской сборной, выступавшей в первой Европейско-африканской группе, 51 игру, добившись положительного баланса в одиночном разряде (17 побед при 12 поражениях — лучший показатель в сборной Финляндии только у Яркко Ниеминена), а в парах выиграв 9 и проиграв 13 встреч. Он завершил карьеру в 1995 году, после матча Кубка Дэвиса против команды Люксембурга.

## Участие в финалах турниров АТР и ATP Challenger за карьеру (18)
| Легенда             |
| ------------------- |
| Гран-при (1)        |
| ATP World (3)       |
| ATP Challenger (14) |

### Одиночный разряд (4)

#### Победы (0+3)
| №  | Дата        | Турнир              | Покрытие | Соперник в финале | Счёт в финале |
| -- | ----------- | ------------------- | -------- | ----------------- | ------------- |
| 1. | 10 фев 1986 | Бенин, Нигерия      | Хард     | Ндука Одизор      | 7-6, 6-7, 6-3 |
| 2. | 5 сен 1988  | Салоники, Греция    | Хард     | Томас Хогстедт    | 6-4, 6-3      |
| 3. | 31 окт 1988 | Боссонен, Швейцария | Хард (i) | Томас Нюдаль      | 6-3, 3-6, 6-3 |

#### Поражения (0+1)
| №  | Дата        | Турнир            | Покрытие | Соперник в финале | Счёт в финале |
| -- | ----------- | ----------------- | -------- | ----------------- | ------------- |
| 1. | 21 ноя 1988 | Копенгаген, Дания | Ковёр    | Алекс Антонич     | без игры      |

### Парный разряд (14)

#### Победы (2+4)
| №  | Дата        | Турнир                   | Покрытие | Партнёр           | Соперники в финале               | Счёт в финале |
| -- | ----------- | ------------------------ | -------- | ----------------- | -------------------------------- | ------------- |
| 1. | 22 окт 1983 | Хельсинки, Финляндия     | Хард (i) | Климмо Алкио      | Эрик Искерски Ричард Льюис       | 6-4, 5-7, 6-3 |
| 2. | 12 авг 1985 | Кливленд, США            | Хард     | Лео Палин         | Хэнк Пфистер Бен Тестерман       | 6-3, 6-7, 7-6 |
| 3. | 24 фев 1986 | Лагос, Нигерия           | Хард     | Лео Палин         | Ллойд Борн Бретт Дикинсон        | 4-6, 7-6, 6-4 |
| 4. | 16 июл 1990 | Бристоль, Великобритания | Трава    | Андрей Ольховский | Арно Бёч Петер Нюборг            | 7-5, 6-4      |
| 5. | 22 июл 1991 | Ханко, Финляндия         | Грунт    | Ян Апелль         | Патрик Альбертссон Юрген Виндаль | без игры      |
| 6. | 9 авг 1993  | Сан-Марино               | Грунт    | Даниэль Орсанич   | Хуан Гарат Роберто Саад          | 6-4, 1-6, 6-3 |

#### Поражения (2+6)
| №  | Дата        | Турнир               | Покрытие | Партнёр               | Соперники в финале                | Счёт в финале |
| -- | ----------- | -------------------- | -------- | --------------------- | --------------------------------- | ------------- |
| 1. | 21 янв 1985 | Агадир, Марокко      | Грунт    | Алессандро де Миничис | Паоло Кане Клаудио Медзадри       | 4-6, 4-6      |
| 2. | 7 апр 1986  | Иерусалим, Израиль   | Хард     | Лео Палин             | Брайан Ливайн Гэри Мюллер         | 3-6, 4-6      |
| 3. | 28 апр 1986 | Лойперсдорф, Австрия | Грунт    | Петер Карлссон        | Брэд Дрюэтт Уолли Мазур           | 1-6, 4-6      |
| 4. | 16 окт 1989 | Шербур, Франция      | Хард     | Йохан Векерманс       | Ронни Батман Эндрю Кастл          | 2-6, 3-6      |
| 5. | 2 сен 1991  | Стамбул, Турция      | Хард     | Джанлукка Поцци       | Нильс Хольм Хенрик Хольм          | 7-5, 5-7, 4-6 |
| 6. | 30 сен 1991 | Афины, Греция        | Грунт    | Менно Остинг          | Марк Куверманс Якко Элтинг        | 7-5, 6-7, 5-7 |
| 7. | 24 авг 1992 | Лонг-Айленд, США     | Хард     | Джанлукка Поцци       | Грег ван Эмбург Франсиско Монтана | 4-6, 2-6      |
| 8. | 1 авг 1994  | Стамбул (2)          | Хард     | Бент-Уве Педерсен     | Алекс Антонич Александр Мронц     | 3-6, 4-6      |